# Musée Pierre-Noël de Saint-Dié-des-Vosges
 (janvier 2019).
Si vous disposez d'ouvrages ou d'articles de référence ou si vous connaissez des sites web de qualité traitant du thème abordé ici, merci de compléter l'article en donnant les références utiles à sa vérifiabilité et en les liant à la section « Notes et références ».
Le Musée Pierre-Noël - musée de la vie dans les Hautes-Vosges,  situé à Saint-Dié-des-Vosges ( département des Vosges, Lorraine, région administrative Grand Est ) est un musée d'histoire de la vie dans les Hautes-Vosges qui comprend des collections d'archéologie (romaine et celtique), d'histoire (vie quotidienne et anciens métiers, militaire (1ère et 2nde Guerre Mondiale), collection Jules Ferry), d'art (en particulier contemporain avec des oeuvres d'artistes comme Le Corbusier, Claire et Yvan Goll, etc.) et enfin une large collection de spécimens ornithologiques.
Une inscription gravée sur la partie moderne du bâtiment rappelle d'ailleurs son nom avec sa vocation de gardien des collections locales : « musée de la vie dans les Hautes-Vosges ».
Labellisé musée de France, il porte le nom de Pierre Noël, maire de la ville de 1965 à 1977.

## Histoire

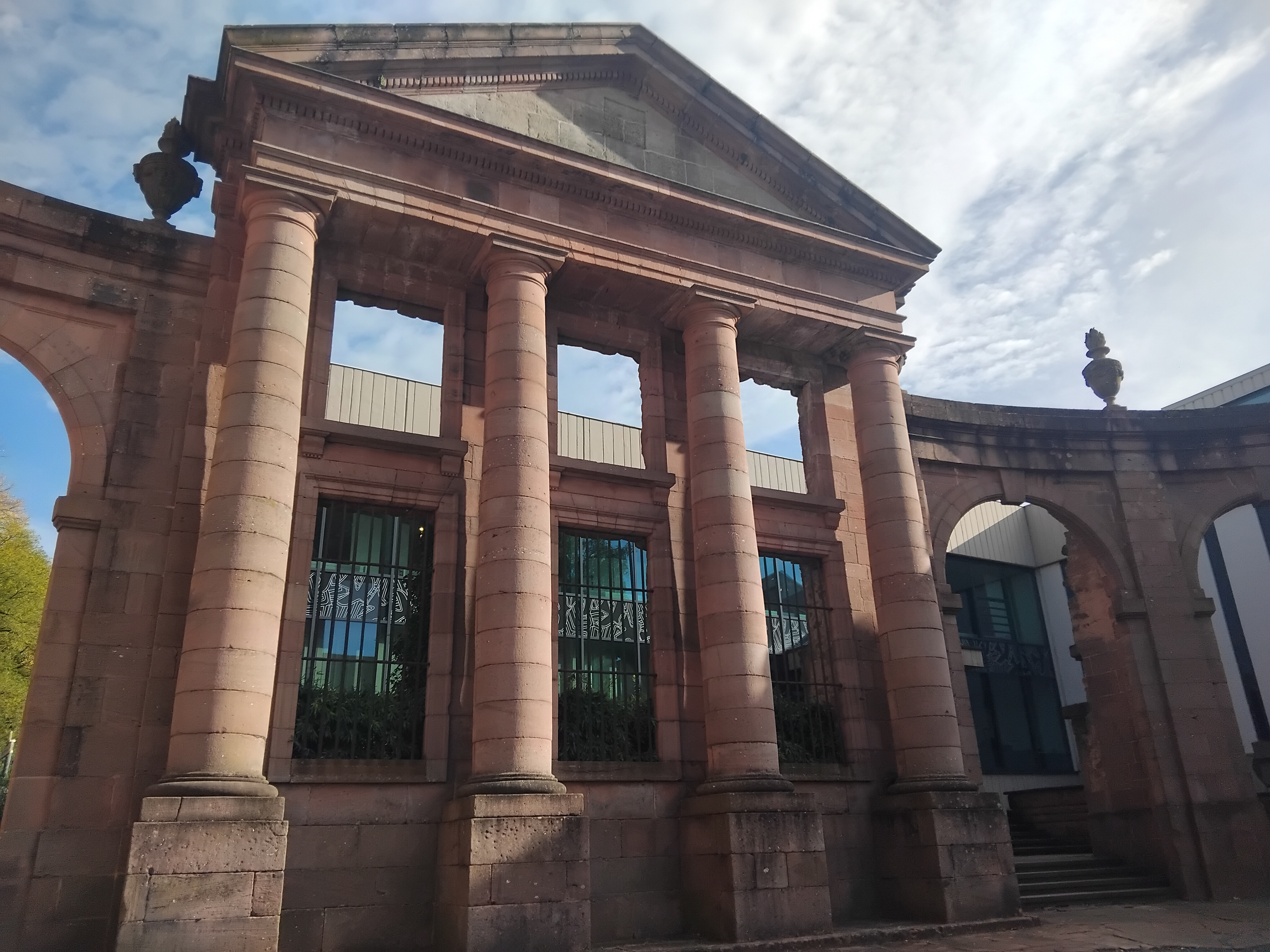
Entrée du musée Pierre-Noël en octobre 2024.

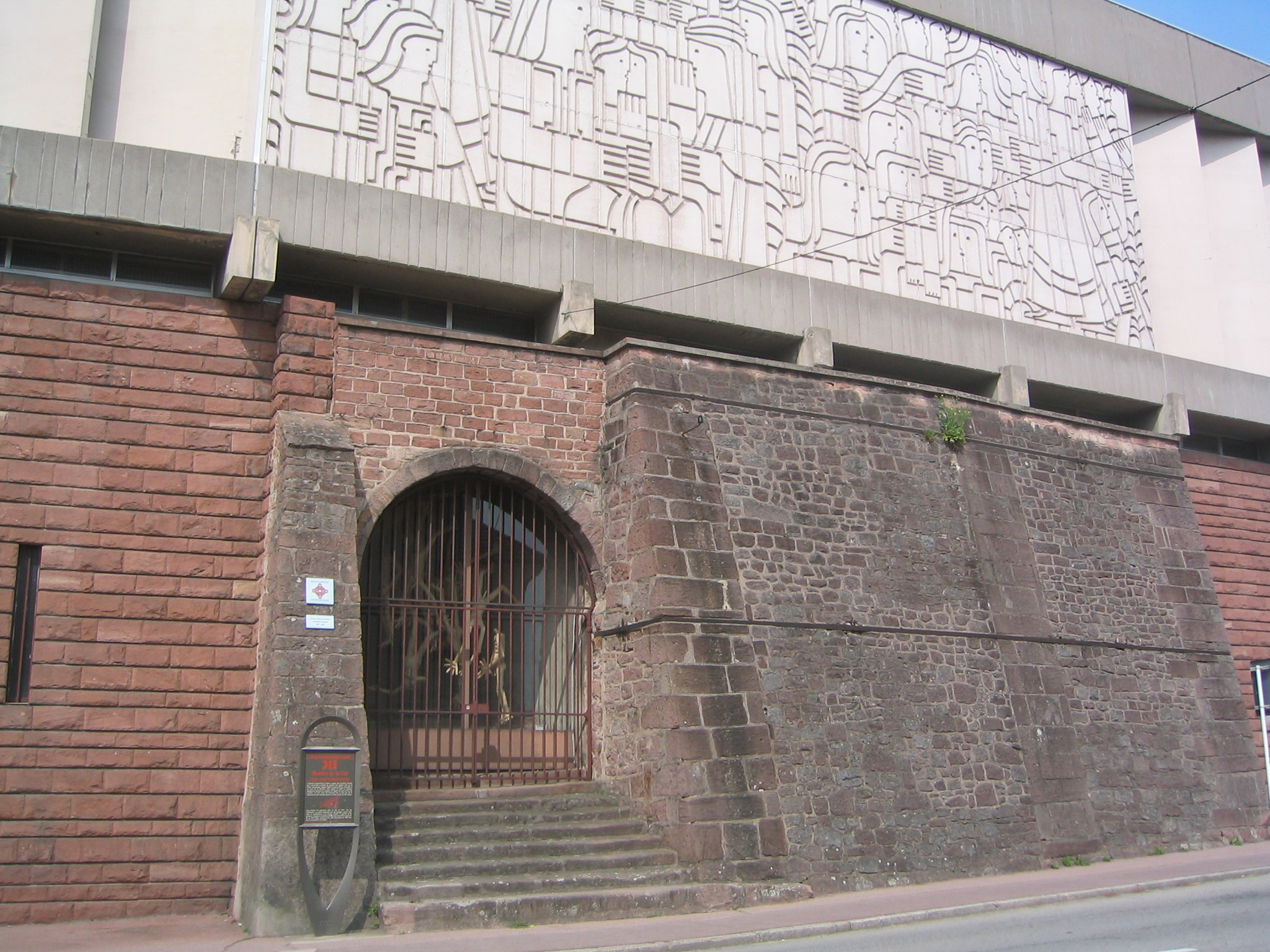
Poterne et mur du quartier canonial.

Depuis la construction du musée en 1977, la colonnade de l'ancien palais épiscopal construit sur le flanc nord de la cathédrale par l'architecte Jean-Michel Carbonnar en 1782 permet d'accéder au musée.
La partie médiévale se trouve du côté de la rue Saint-Charles, à droite de l'entrée principale. On y découvre un escalier couvert, dernier vestige des murailles élevées jadis pour consolider le terrain du quartier des églises créé sur le Mont et qui permettait notamment d'accéder à un bras de la Meurthe, détourné depuis lors. Une brèche dans ce mur fut pratiquée en 1781 au moment de l'édification du palais épiscopal. Cependant, cet accès n'est aujourd'hui pas utilisé et l'entrée se fait via la place Georges Trimouille.
Le vaste bâtiment moderne ouvert au public en 1977 intègre cet ancien escalier, classé monument historique comme la colonnade.
Ce nouvel édifice, réalisé entre 1973 et 1976, est l'œuvre d'Aldo Travaglini (1914 - 2007) un architecte arrivé à Saint-Dié en 1947. À l'extérieur, les trois panneaux en faux-relief (Promenade dans un parc, Le Banquet et Le mouvement vers la connaissance) ont été conçus par Françoise Malaprade (1934-2024).
Albert Ronsin (1928-2007) dirigea le musée Pierre-Noël et la bibliothèque de Saint-Dié-des-Vosges de 1960 à 1990, tout en rédigeant une série d'ouvrages consacrés à l'histoire de la ville. Aujourd'hui, la bibliothèque est devenue une médiathèque à Saint-Dié-des-Vosges nommé la Boussole. Profondément attaché à la préservation du patrimoine local, il voyait dans le musée et la bibliothèque deux institutions intimement liées, réunies par la complémentarité de leurs fonds : objets et archives provenant souvent des mêmes sources, familles ou érudits locaux. Également, la ville de Saint-Dié-des-Vosges dédia à François Cholé, un pianiste né et mort à Saint-Dié-des-Vosges (1906-1991), la salle de spectacles du musée Pierre Noël portant son nom et inaugurée le 14 février 1997. Cette salle de spectacle accueille toujours du public pour de nombreux événements à ce jour.
En 2018 a été annoncé un projet d'extension du musée consécutivement au déménagement de la médiathèque Victor-Hugo attenante au musée finalement relocalisée en face de l'actuel hôtel de ville (La Boussole). Ce projet n'a finalement pas abouti.

## Organisation des salles
Le musée se répartit sur trois niveaux. L'entrée se trouve au niveau de la place Georges-Trimouille, 88100 Saint-Dié-des-Vosges, qui donne accès à l'accueil du musée au niveau 0 ainsi qu'à la salle d'expositions temporaires et une partie des salles des collections permanantes (archéologie et collections XXe siècle).
Au niveau -1, se trouve les collections dédiés à la vie militaire ainsi que la salle Cholé, une salle de spectacle et de conférence. Un espace dédié à certaines expositions temporaires spécifiques est également présent. Cet espace accueil plus spécifiquement les expositions temporaires externes (associatives) non préparé par les équipes du musée.
La plus grande partie des collections sont exposées au premier étage occupé par les collections d'art moderne, d'ethnographie, Jules Ferry et spécimens naturalisés, plus particulièrement, collections ornithologiques.
| Niveaux | Collections                                                                            |
| ------- | -------------------------------------------------------------------------------------- |
| -1      | Militaire                                                                              |
| 0       | Archéologie, Art et architecture - XXe siècle, Expositions temporaires (Musée)         |
| +1      | Ornithologie, Art Moderne, ATP (anciens métiers = ethnographie régionale), Jules Ferry |

## Détails des collections et parcours de visite permanent

### Section 1 - Niveau 0 - Archéologie gallo-romaine

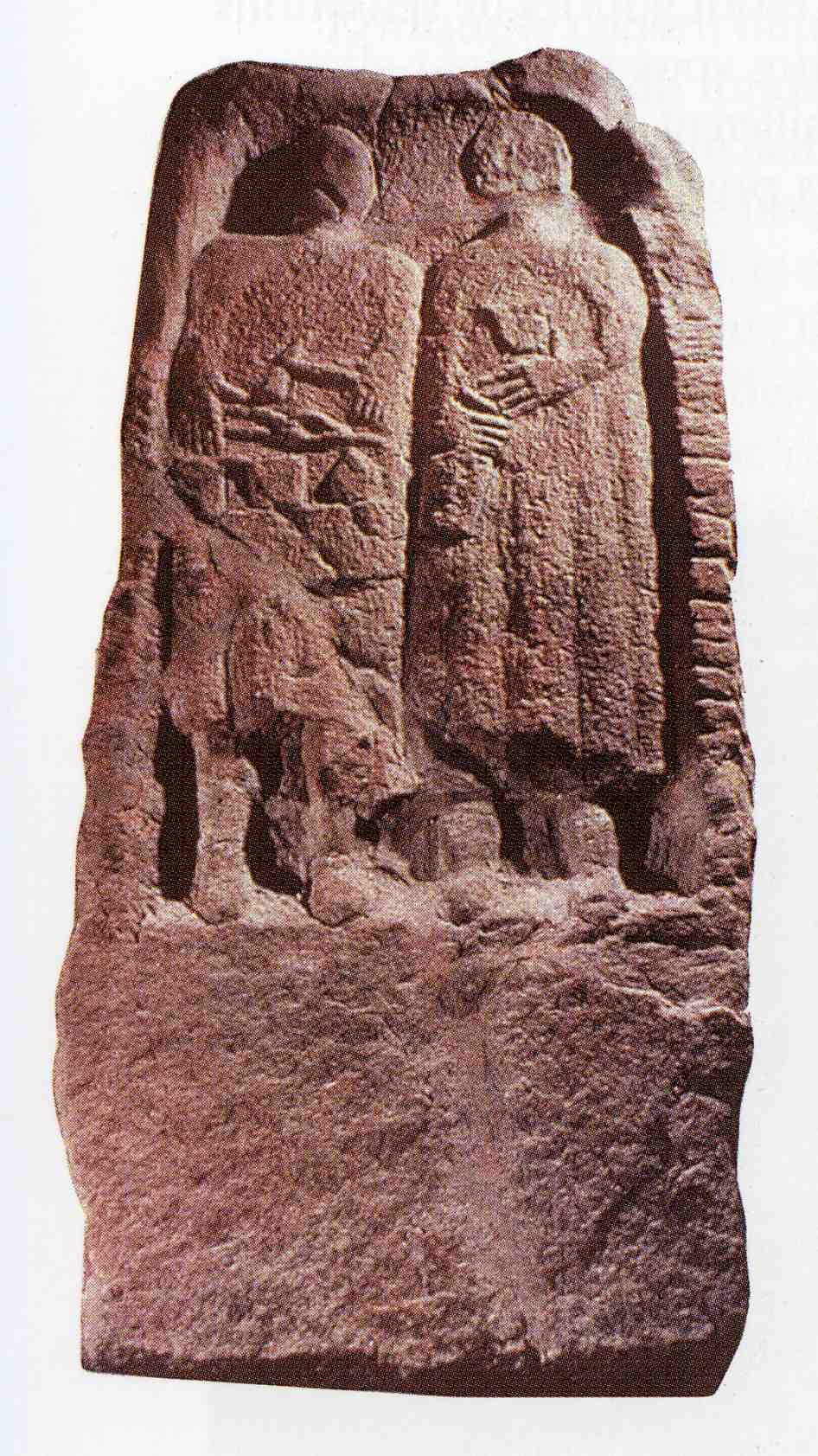
Stèle du « Maître de forge ».

Dans la salle Marcelle-et-Georges-Tronquart, on découvre des traces d’activité dans la région de Saint-Dié dès la fin du néolithique (lames, grattoirs, pointes de flèches), mais les pièces de grande taille datent plutôt du début du premier millénaire, comme cette stèle funéraire en grès rose de 700 kg  (Ier et IIe siècles), sur laquelle une torche allumée entre deux personnages semble suggérer l’immortalité. La plus connue est sans doute celle du « Maître de forge » (200 apr. J.-C.) où la femme du forgeron y tient un gobelet et un flacon. Elle contient des stèles-maisons, comme celle dédiée aux Dieux Mânes du Caranta (Ier et IIe siècles) qui a l’aspect extérieur d’une maison gauloise et pèse environ une tonne.
Au centre de la section archéologique, une maquette réalisée en 1980 représente le Camp celtique de la Bure, un site tout proche de Saint-Dié, d’où proviennent quelques-uns des objets exposés, par exemple la stèle en grès rose, dite du « Maître de forge » (une copie de cette œuvre d'art naïf du IIIe siècle a été installée sur le site du camp). Réalisée par Georges Trimouille  (après avoir été s'initier à ce travail pénible et délicat à l'atelier du musée des monuments Français à Paris) et aidé de M. Renaud, ancien contremaître  à l'usine Larger. À l'époque, Georges Trimouille  était président de la Société philomatique vosgienne. Il a participé grandement aux fouilles, dans les années 1960 à 1974, avec Jacques Cadiot qui y consacrait tous ses dimanches.
Les différentes stèles présentes au musée Pierre-Noël sont les originales laissant place sur le site du camp celtique de la Bure à des moulages.

### Section 2 - Niveau 0 -XXesiècle- Le Corbusier
Lorsque le moment arriva de reconstruire la ville après le dynamitage de 1944, un projet audacieux de l'architecte Le Corbusier fut envisagé. Très en avance sur son temps, donnant la priorité aux espaces verts et aux piétons, celui-ci proposa une vision globale de la ville du futur, que ses opposants jugèrent trop collectiviste. Ses idées ne furent donc pas retenues.
Dans la continuité du parcours, toujours au niveau 0, la section s’organise autour d’une grande maquette de la ville telle que Le Corbusier l’avait imaginée au moment de la reconstruction.
Cette présentation en trois dimensions est complétée par des plans, plans-masse, perspectives et photos diverses, notamment celles liés au seul projet effectivement réalisé par l’architecte-urbaniste à Saint-Dié-des-Vosges, l’usine Claude-et-Duval, une bonnèterie qui est aussi le seul bâtiment industriel dans une œuvre abondante par ailleurs.

### Section 3 - Niveau 1 (Mezzanine) - Art moderne
Lorsque le visiteur emprunte l'escalier menant jusqu'en haut de la mezzanine, il y découvre la collection d'art moderne du musée. Cette section est composée d'œuvres de Claire et Yvan Goll, mais également l'œuvre emblématique du musée qui est le Charlot Cubiste de Fernand Léger (1881-1955) : « Pièce phare du musée Pierre-Noël de Saint-Dié ».

### Section 4 - Niveau 1 - Ornithologie
La salle Gaston-Laurent, qui met en scène de nombreux animaux naturalisés, fait la part belle à l'ornithologie. Les espèces locales sont certes valorisées, mais la collection offre également un large panorama des oiseaux d'Europe – de la toundra aux abords de la Méditerranée.
On remarque quelques beaux spécimens, comme l'aigle royal, le gypaète barbu, le balbuzard, le pygargue à queue blanche, le harle huppé, le chevalier combattant ou la chouette lapone.
Des vitrines spécifiques sont dédiées à l'outarde barbue (l'un des oiseaux volants les plus lourds au monde, mais aujourd’hui éteint dans le Massif des Vosges et en France), et surtout au Grand Tétras, également appelé « grand coq de bruyère », une espèce sensible et farouche dont le mâle peut peser jusqu’à 5 kg et atteindre une envergure de plus d’un mètre. C’est aussi une espèce menacée : il ne subsisterait que 160 mâles environ dans le Massif vosgien.
Les mammifères de la région ne sont pas absents : chamois, cerfs, chevreuils ou blaireaux. À noter en particulier le lynx, un animal protégé dont la réintroduction dans les Vosges en 1983 ne manqua pas de déclencher quelques polémiques.

### Section 5 - Niveau 1 - Collection Jules Ferry

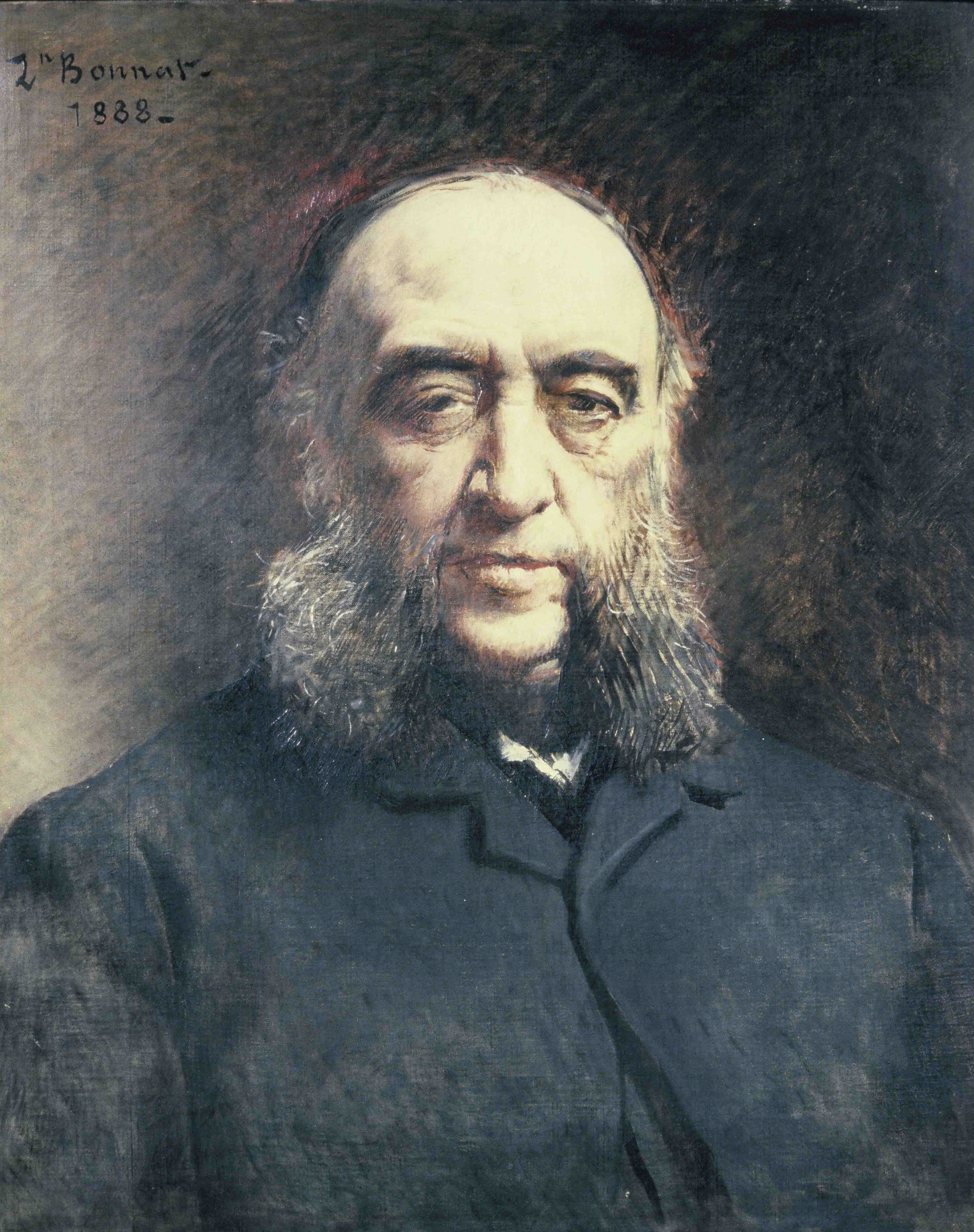
Portrait de Jules Ferry par Léon Bonnat (1888).

Cette section rassemble, à la suite du don de Fresnette Pisani-Ferry, de nombreux souvenirs, meubles et objets ayant appartenu à Jules Ferry et à sa famille. Une touche d’exotisme est apportée au mobilier classique par les cadeaux reçus au cours de sa carrière de diplomate (tapis, selle de chameau…).
Des articles de presse, des affiches, des caricatures et des portraits — tel celui exécuté par Léon Bonnat en 1888 —, complètent l'ensemble.
Le recueil des lois de 1881 sur la gratuité de l’enseignement primaire est exposé dans une vitrine et, plus concrètement, une salle de classe de cette époque, avec tous ses accessoires (tableaux, cartes géographiques, livres et cahiers…), a été mise en scène.

### Section 6 - Niveau 1 - Ethnographie régionale

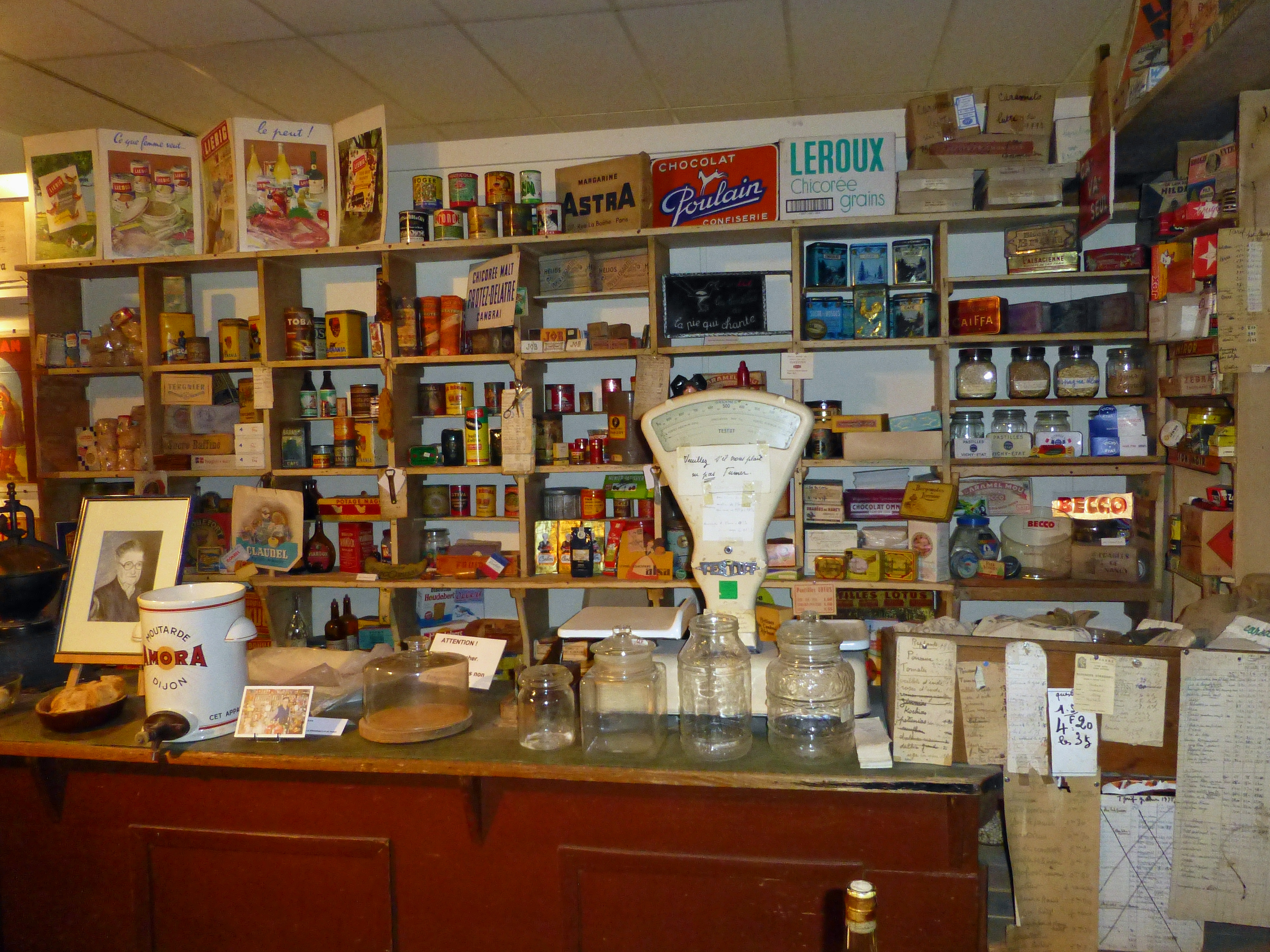
L'épicerie de Léa.

Ainsi que l'appellation « Musée de la Vie dans les Hautes-Vosges » l'annonce, il s'agit avant tout de faire découvrir au visiteur une région riche en traditions, tout particulièrement à travers les métiers d'antan : la vie à la ferme, la fenaison, le perçage de tuyaux de fontaine, le ferrage des bœufs, la chasse, la scierie (hauts-fers), le schlittage (transport du bois à l'aide de schlittes, le flottage du bois, le tissage de stores, le blanchiment sur pré ou la fabrication du fromage.
Une épicerie-mercerie de village, l'« épicerie de Léa » de la famille Sonrel, et un atelier de cordonnier (réels) ont été entièrement reconstitués ici.
La nature est toujours présente, et toutes les espèces d'arbres de la région sont évoquées.

### Section 7 - Niveau -1 - Collections de la vie militaire

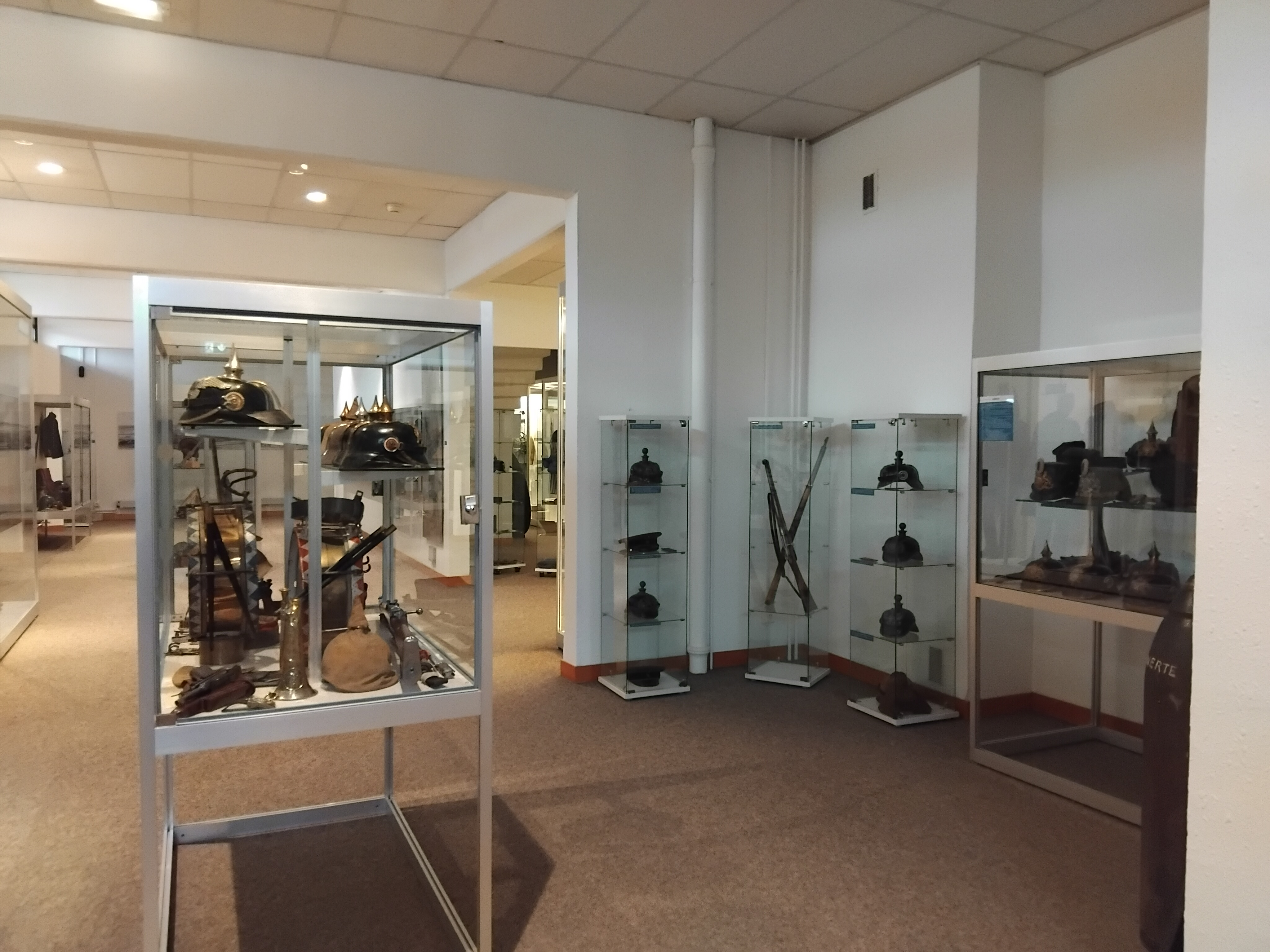
Vitrines de la section militaire du Musée Pierre-Noël (Photographie : Octobre 2024)

Situé au -1 au musée, cette section est consacrée à l'histoire de la vie des collections militaires avec plusieurs vitrines qui rappellent — si besoin était — que Saint-Dié-des-Vosges et sa région furent le théâtre de grandes batailles. On y découvre nombre d'uniformes, d'armes, de munitions, de décorations, d’artisanat de guerre, de soldats de plomb, d’affiches et de documents divers qui couvrent la période 1800 à 1945.
Une grande vitrine est consacrée à René Fonck, l'« as des as » de l'aviation de la Première Guerre mondiale né dans la commune voisine de Saulcy-sur-Meurthe où il est enterré. Ce visionnaire, membre de la célèbre Escadrille des Cigognes aux côtés de Georges Guynemer, aurait abattu 75 avions ennemis entre 1916 et 1918. Sa carrière et cette épopée sont illustrées ici et l'on remarque notamment cette hélice d’avion civil en sapin de 1910, fabriquée dans l’atelier de construction d’avions ouvert à Saint-Dié en 1909.

## Activités du musée
Le musée Pierre-Noël propose de nombreuses expositions temporaires dont deux principales par an (septembre à janvier / avril à août) entrecoupés d'autres expositions temporaires de plus courtes durées. Ces expositions permettent de mettre en valeur les collections qui ne sont pas en exposition permanente mais aussi d'exposer des oeuvres provenant d'autres musées dans le cadre de prêts afin d'offrir à la population de Saint-Dié-des-Vosges une diversitée culturelle.
Le musée propose aussi différents types de visites ainsi que des ateliers plus spécifiquement pour les jeunes publics et s'inscrit dans un programme d'actions éducatives notamment en recevant de nombreux groupes scolaires. Plus d'informations sur le site suivant : https://www.ca-saintdie.fr/decouvrir/musee-pierre-noel/visites-et-mediation.
En outre, le musée participe aux évènements en lien avec la muséologie tout au long de l'année, qu'il s'agisse des Journées du Patrimoine, des Journées Européennes de l'Archéologie ou encore de la Nuit des Musées. Hors des évènements spécifiques à la muséologie, le musée accueil également divers évènements dont chaques années, le Festival International de Géographie (FIG). A l'occasion, chaque année, un artiste est invité à réalisé une fresque éphémère au sein du musée, qui sera ainsi renouvelé par un autre artiste au FIG suivant.
Enfin, le musée propose également de manière plus sporadique des présentations sur des sujets de régie-conservation des oeuvres.

## Personnels
Le musée compte pour sa gestion une petite équipe de dix employés.

## Expositions temporaires
- 16.09.2023 - 07.01.2024 : « Manessier, peintre des passions et des alléluias. »[21],[22],[23],[24]
- 27.04.2024 - 25.08.2024 : « L'îlot utopique de Raon-l'Etape. »[25],[26]
- 20.09.2024 - 05.01.2024 : « La neige rend aveugle #7, derniers flocons. »[27]
- 26.04.2025 - 24.08.2025 : « Paul Descelles. »[28]

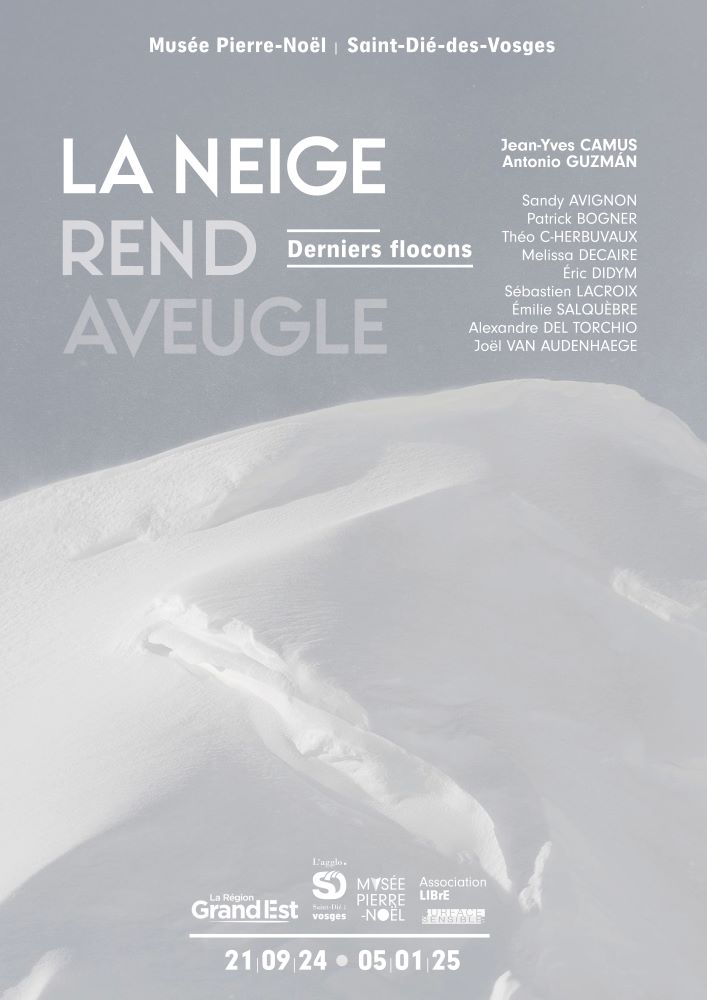
Affiche exposition temporaire " La Neige rend aveugle " - Musée Pierre-Noël, 2024.
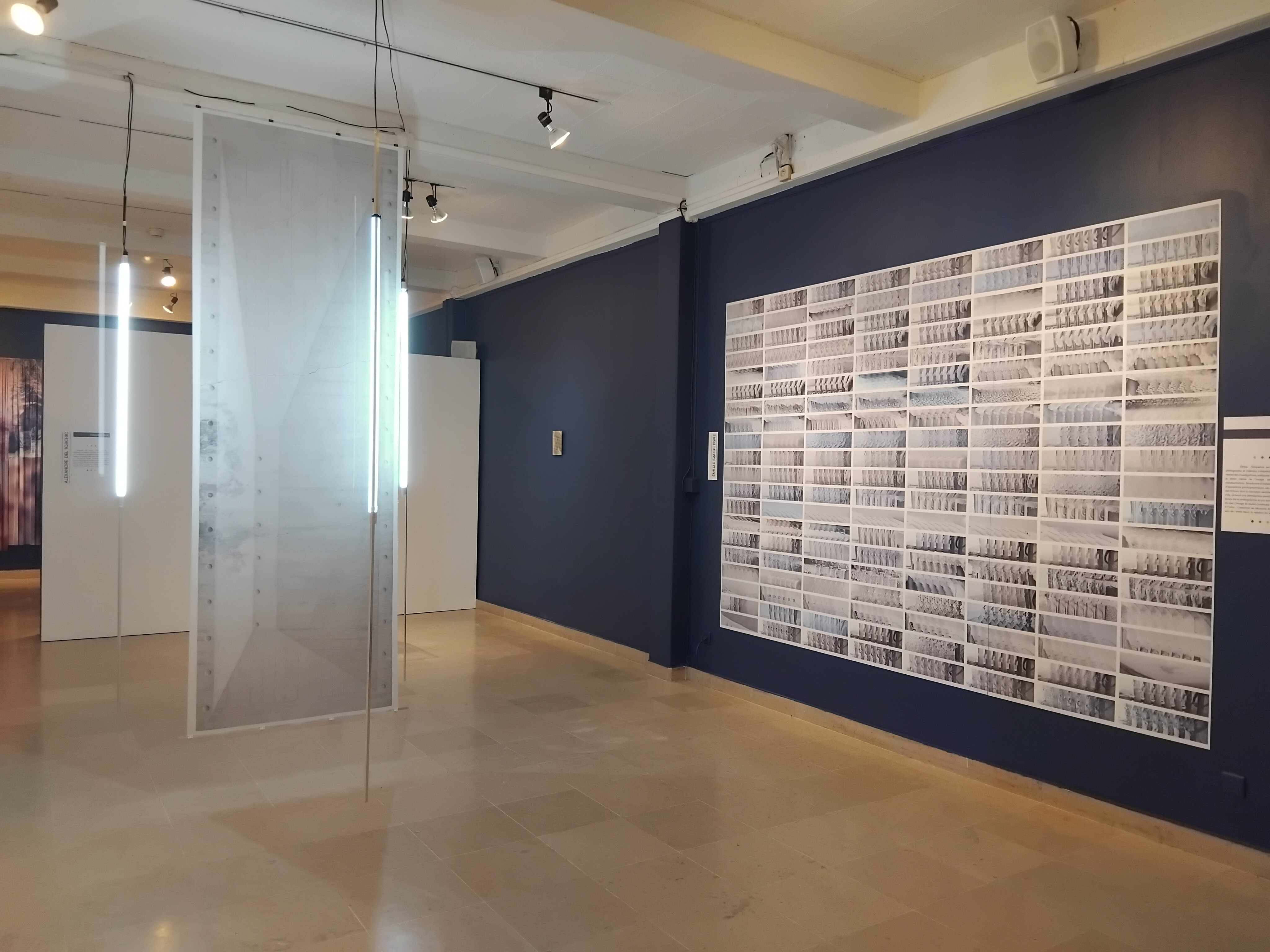
Photographie exposition temporaire « La neige rend aveugle -7, derniers flocons. »
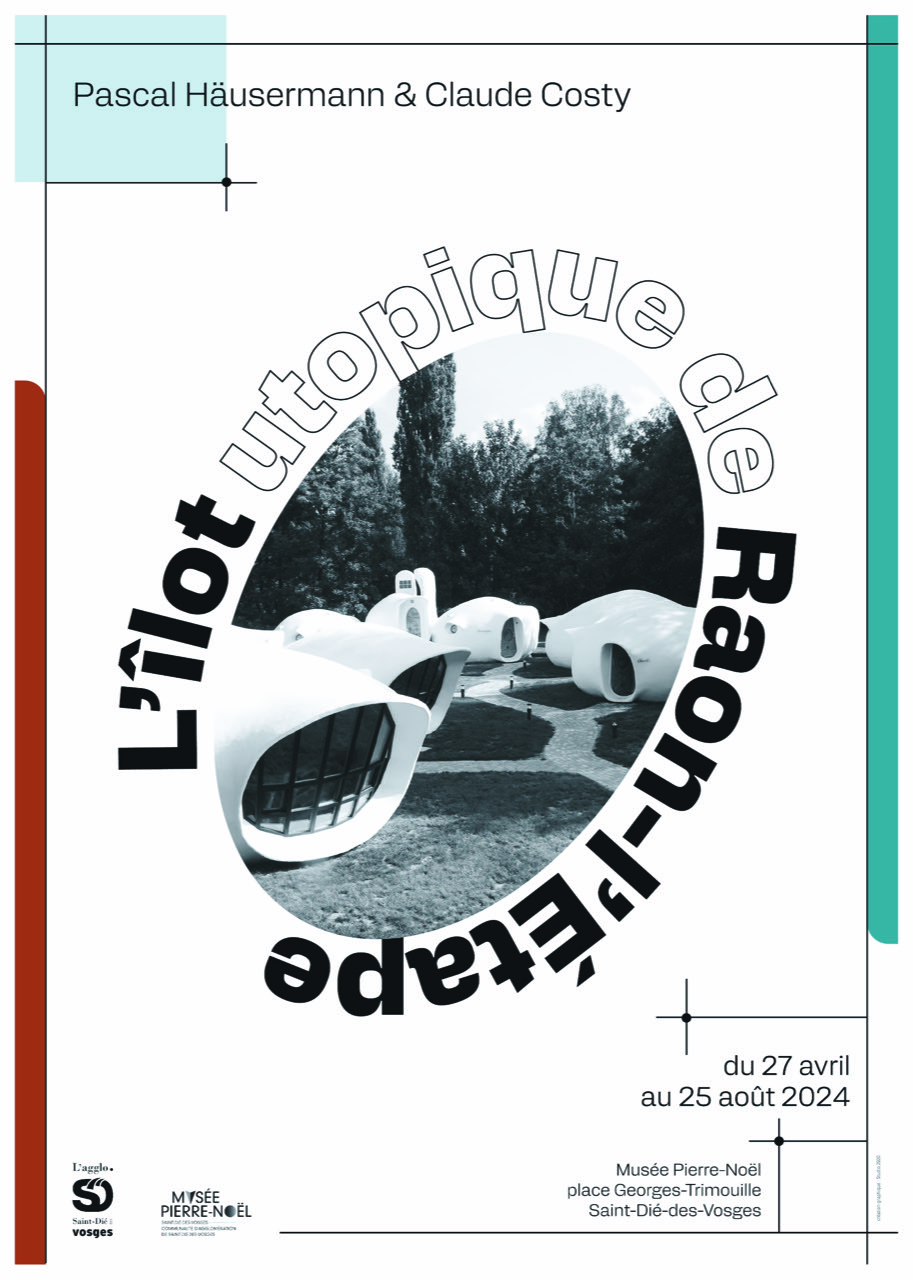
Affiche de l'exposition temporaire " L'îlot utopique de Raon-l'Étape " du musée Pierre-Noël de Saint-Dié-des-Vosges.
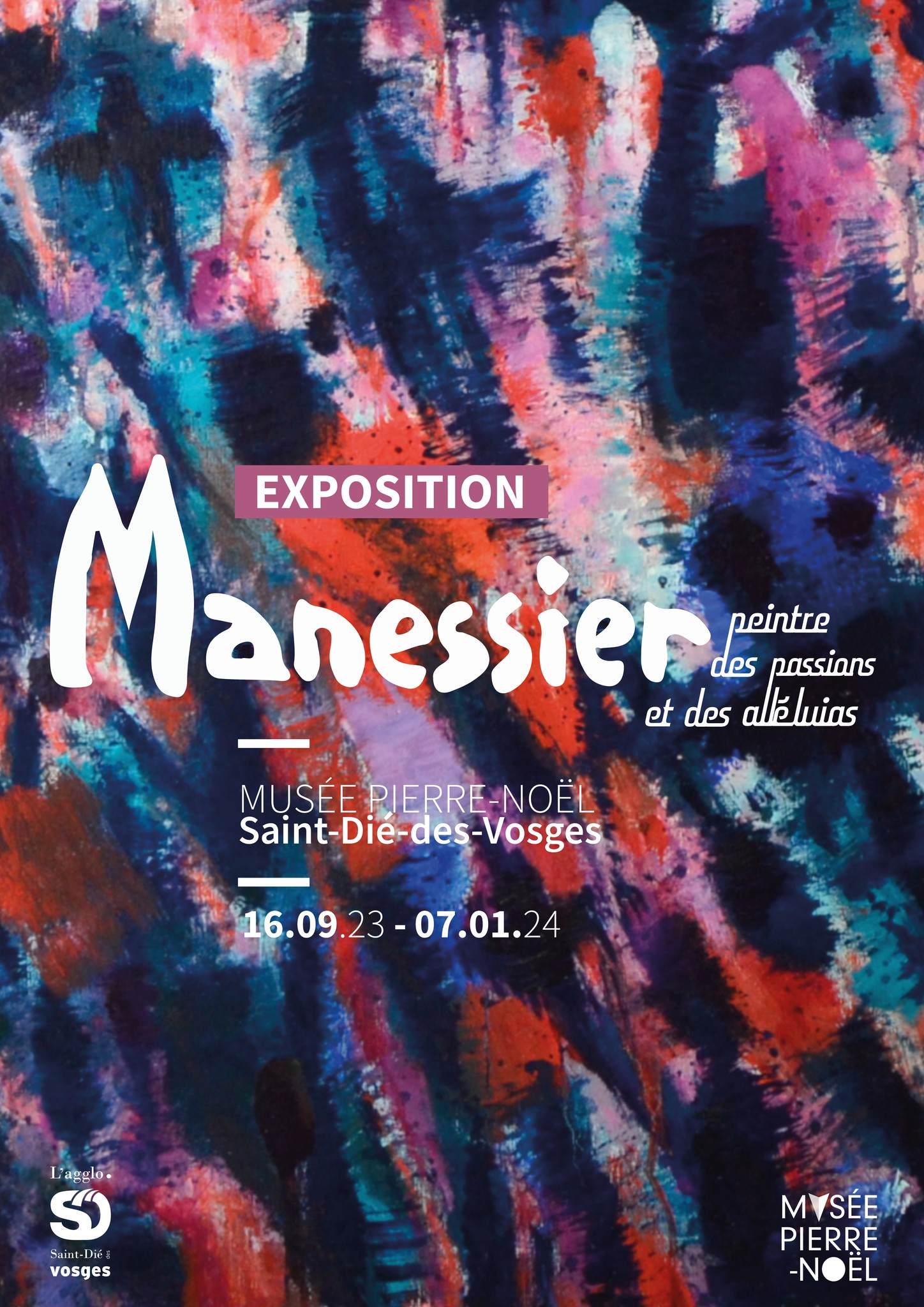
Affiche de l'exposition temporaire " Manessier, peintre des passions et des alléluias " du musée Pierre-Noël de Saint-Dié-des-Vosges.

## Collections en ligne

### Pop joconde

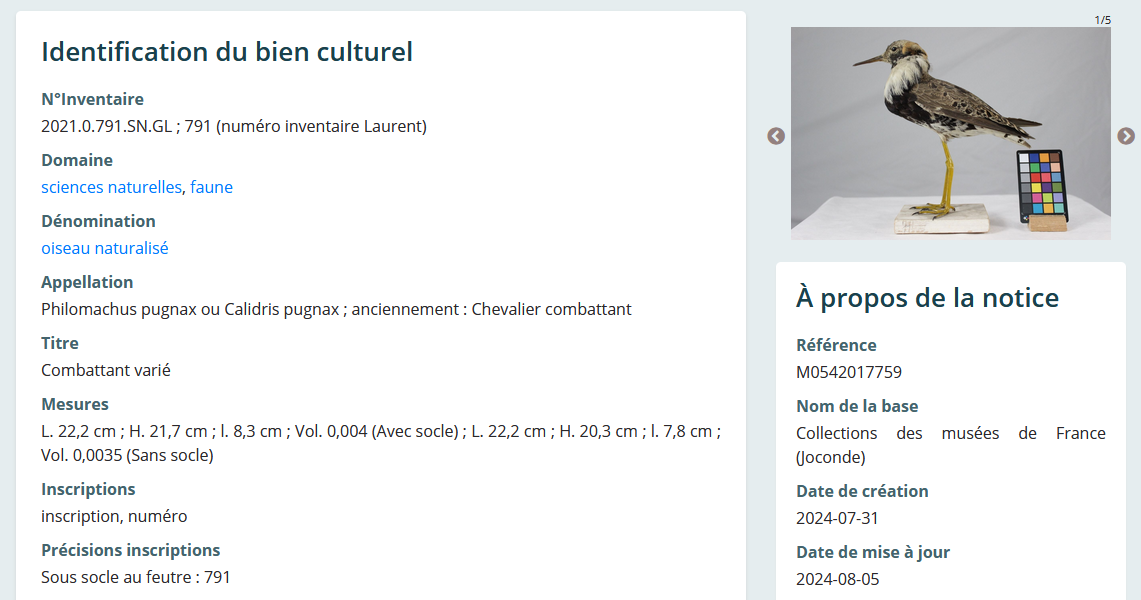
Capture d'écran 2024-09-17 - Fiche POP Joconde ornithologique - 2021.0.791.SN.GL ; 791, spécimen du Musée Pierre-Noël.

Le musée Pierre-Noël met en ligne ses collections au fur et à mesure et en particulier, actuellement, la section ornithologique à la suite du récolement des spécimens. Vous pouvez ainsi voir les spécimens du musée depuis chez vous en allant sur la plateforme POP Joconde, « La plate-forme ouverte du patrimoine [...] Lancée en 2019 [...] » en suivant le lien : https://pop.culture.gouv.fr/notice/museo/M0542 et en cliquant sur l'onglet en rouge : « Voir les collections du musée ».

## Musée dépendant de la Communauté d'Agglomération de Saint-Dié-des-Vosges
Le Musée Pierre-Noël est rattaché à la communauté d'Agglomération de Saint-Dié-des-Vosges. Il ne dispose pour l'instant pas de son site web en propre mais d'un onglet dédié sur la page Internet de la Communauté d'Agglomération de Saint-Dié-des-Vosges
Cependant, le musée dispose de pages sur les réseaux sociaux Facebook et Instagram, gérés en interne par les équipes du musée.